# Dell'arte della guerra
Dell'arte della guerra è un'opera di Niccolò Machiavelli scritta tra il 1519 e il 1520 e pubblicata l'anno seguente. Benché si tratti dell'unico lavoro storico-politico dell'autore pubblicato mentre questi era ancora in vita, è un libro meno letto e conosciuto del Principe o dei Discorsi, editi soltanto postumi.

L'opera, in forma di dialogo, è scritta con lo scopo, dichiarato in principio da Fabrizio Colonna (alter ego dello stesso Machiavelli): 

## Struttura
Dell'arte della guerra è diviso in sette libri preceduti da un proemio e composti da una serie di dialoghi tra Cosimo Rucellai, un amico di Machiavelli morto in giovane età, e Fabrizio Colonna, con altri patrizi e membri della recente Repubblica fiorentina. Quest'opera è dedicata a Lorenzo di Filippo Strozzi, patrizio fiorentino.
Fabrizio è affascinato dalle legioni romane dell'inizio della Repubblica e sostiene fortemente la possibilità di adattare quello stesso sistema alla Firenze rinascimentale.
Fabrizio domina la discussione con la sua conoscenza e saggezza. Gli altri personaggi fanno da semplici contraltari. I dialoghi, quindi, spesso si risolvono in monologhi di Fabrizio che indica come un esercito dovrebbe essere formato, allenato e organizzato.

## Critiche
Critiche all'opera di Machiavelli non sono mancate. In molti per sottolineare il carattere poco pratico dell'opera si rifanno alle parole di Matteo Bandello a Giovanni dalle Bande Nere: